# David Matza
David Matza (New York, 1º maggio 1930 – Berkeley, 14 marzo 2018) è stato un sociologo e criminologo statunitense.

## Biografia
Professore emerito all'Università della California, Matza aveva ricevuto il Bachelor of Arts dal City of New York College (ora Università di New York) e il Master Degree e il Ph.D. dall'Università di Princeton.

### Teorie e tecniche della devianza
È coautore, con Gresham Sykes, del saggio "Techniques of Neutralization: A Theory of Delinquency" ("Tecniche di neutralizzazione: una teoria della criminalità"), pubblicato su American Sociological Review nel dicembre 1957. Il saggio, nel delineare una "teoria della devianza", individua le strategie psicologiche, cui gli autori danno il nome di «tecniche di neutralizzazione», che i criminali adottano per risolvere le dissonanze cognitive derivanti dalla condotta criminale, attutendo - o rimuovendo - i sensi di colpa che sono associati al loro agire.

## Opere
- (con Gresham Sykes), La delinquenza giovanile. Teorie ed analisi, Armando editore, 2010 ISBN 978-88-6081-728-0
- Come si diventa devianti, Il Mulino, 1976 ISBN 88-15-70871-5 [ed. or. Becoming Deviant, Prentice-Hall, Englewood Cliffs NJ, 1969]
- (a cura di Cirus Rinaldi e Vincenzo Romania), Motivi, account e neutralizzazioni, PM edizioni, 2019, ISBN 978-88-99565-99-2